# Burckella fijiensis
Burckella fijiensis är en tvåhjärtbladig växtart som först beskrevs av William Botting Hemsley, och fick sitt nu gällande namn av Albert Charles Smith och Steven P. Darwin. Burckella fijiensis ingår i släktet Burckella och familjen Sapotaceae.
Artens utbredningsområde är Fiji. Inga underarter finns listade i Catalogue of Life.